# Campionatul Mondial de Handbal Masculin din 1967
A 6-a ediție a Campionatului Mondial de Handbal Masculin s-a desfășurat în perioada 12 ianuarie-21 ianuarie 1967 în Suedia. Echipa Cehoslovaciei a câștigat campionatul după ce a învins în finală echipa Danemarcei cu scorul de 14 - 11 și a devenit pentru prima dată campioană mondială.
România a învins URSS cu scorul de 21-19 și a ocupat locul trei.

## Clasament final
| Poz. | Echipă            |
| ---- | ----------------- |
| 1    | Cehoslovacia      |
| 2    | Danemarca         |
| 3    | România           |
| 4    | Uniunea Sovietică |
| 5    | Suedia            |
| 6    | Germania de Vest  |
| 7    | Iugoslavia        |
| 8    | Ungaria           |
| 9    | Germania de Est   |
| 10   | Franța            |
| 11   | Japonia           |
| 12   | Polonia           |
| 13   | Norvegia          |
| 14   | Elveția           |
| 15   | Tunisia           |
| 16   | Canada            |

## Legături externe
Materiale media legate de Campionatul Mondial de Handbal Masculin din 1967 la Wikimedia Commons
- en  Campionatul Mondial din 1967 la Federația Internațională de Handbal